# Ca n'Aguilera de les Rovires
Ca n'Aguilera de les Rovires és una obra del municipi d'Òdena (Anoia) inclosa en l'Inventari del Patrimoni Arquitectònic de Catalunya.

## Descripció
Es tracta d'un edifici de planta rectangular i teulada a dues vessants amb planta baixa, pis i golfes. Manté una estructura simètrica donada per les obertures, sis a cada planta. En totes les obertures i als angles dels murs hi ha un treball d'arrebossat imitant carreus. Està situat sobre un petita tossal i envoltat per un mur de pedra. Hi havia hagut una capella dota l'advocació de la Verge del Roser, en el mateix recinte.

## Història
Segons notícies documentals, aquest edifici s'anomena el 1535 com a mas rònec amb el nom de Rovires. A partir d'aquí se suposa que hi va haver una primera construcció arrel del que fou adquirida per Pere Aguilera i d'aquí el nom de Can Aguilera de les Rovires.
Al segle xviii s'amplià i recentment s'ha restaurat la façana.
Durant la guerra civil fou utilitzat com hospital. (1936-39).